# Lu Fu-tchan
Lu Fu-tchan (čínsky pchin-jinem Lú Fútǎn, znaky zjednodušené 卢福坦, tradiční 盧福坦; leden 1891 – 7. listopadu 1969), vlastním jménem Li Lung-č’ (čínsky pchin-jinem Lǐ Lóngzhì, znaky 李隆郅) byl čínský revolucionář, jeden z prvních předních představitelů Komunistické strany Číny, člen politbyra. Roku 1933 byl zadržen kuomintangskými úřady a přešel na jejich stranu. Poté žil jako úředník kuomintangského režimu až do roku 1950, kdy byl zatčen komunistickými úřady Čínské lidové republiky. Dlouhá léta byl vězněn, až byl roku 1969 popraven.

## Život
Lu Fu-tchan se narodil roku 1891 v Tchaj-anu na západě provincie Šan-tung. Roku 1926 vstoupil do Komunistické strany Číny, v roce 1927 se stal tajemníkem výboru KS Číny ve městě Čching-tao a tajemníkem šantungského provinčního výkonného výboru komunistické strany. Na VI. sjezdu KS Číny v červnu–červenci 1928 byl zvolen členem ústředního výboru strany a kandidátem politbyra. V listopadu 1928 se stal tajemníkem šantungského provinčního výboru strany. V lednu 1931 byl na čtvrtém zasedání šestého ústředního výboru KS Číny zvolen členem politbyra a kandidátem jeho stálého výboru. Vedení strany, včetně politbyra, sídlilo tehdy v Šanghaji. V září 1931, po vlně zatčení a odjezdů zůstal z členů politbyra v Šanghaji pouze Wang Ming, který vzápětí (v říjnu) odjel do Moskvy a Lu Fu-tchan. Po dohodě s představiteli Kominterny bylo proto sestaveno prozatímní vedení strany – Čchin Pang-sien (pověřen celkovým řízením ÚV), Čang Wen-tchien, Lu Fu-tchan (trojice tvořila stálý výbor prozatímního politbyra) a šest dalších členů prozatímního politbyra – Kchang Šeng, Čchen Jün, Li Ču-šeng, Liou Šao-čchi, Chuang Pching a Wang Čchung-žen.
Lu Fu-tchan byl v lednu 1933 byl zatčen britskou policií v šanghajské mezinárodní čtvrti a předán kuomintangské policii Čínské republiky. Záhy začal vypovídat a přešel na stranu Kuomintangu. Za odměnu se mu dostalo zaměstnání v úřadech kuomintangské Čínské republiky, stal se vedoucím zvláštního okresního operačního oddělení Ústředního úřadu pro vyšetřování a statistiku kuomintangské tajné služby v Sü-čou, vedoucím šanghajského okresního zpravodajského oddělení Ústřední zpravodajské služby a vedoucím okresního úřadu pro vyšetřování a statistiku železnice Peking-Kan-čou v Nan-čchangu. Po vzniku Čínské lidové republiky byl roku 1951 zatčen komunistickou bezpečností v Kchun-mingu a dlouho vězněn v Šanghaji. Nakonec byl, za kulturní revoluce, popraven.